# Paryphoconus telmatophilus
Paryphoconus telmatophilus är en tvåvingeart som först beskrevs av John William Scott Macfie 1940.  Paryphoconus telmatophilus ingår i släktet Paryphoconus och familjen svidknott. Inga underarter finns listade i Catalogue of Life.